# Улица Ленинградян
Улица Ленинградян (арм. Լենինգրադյան փողոց, Ленинградская) — улица в Ереване. Начинается от моста Киевян, заканчивается у перекрестка улиц Себастия, Григора Асратяна, Ара Саргсяна. Является административной границей городского района Ачапняк.

## История
В 1956 году открытием моста Киевян район улицы был соединён с центральными районами Еревана. По улице были проложены трамвайные пути, находилось депо № 2 ереванского трамвая. Депо № 2 прекратило существование в 2004 году.

На улице происходят политические демонстрации
В 2014 году была сдана в эксплуатацию транспортная развязка с улицей Исаакяна
7 октября 2019 года в д. 27/1 был открыт Торговый дом Архангельска, на площадях которого представлены разнообразные товары от рыбы до лесопродукции, будет действовать уголок туризма, санитарно-курортного лечения, ресторан с поморской кухней, конференц-холл, где будут проходить презентации
По словам мэра Еревана Тарона Маргаряна планов переименования улицы у мэрии нет, к этому названию привыкли. Фракция «Елк» мэрии Еревана предлагает дать улице имя одного из лидеров Карабахского движения Леонида Азгалдяна (1942—1992).